# Absentia (serie televisiva)
Absentia è una serie televisiva statunitense che va in onda dal 25 settembre 2017 su AXN.  Diretta da Ode Ruskin, la serie vede protagonisti Stana Katic e Patrick Heusinger ed è stata girata in Bulgaria. La serie è ideata da Gaia Violo e Matt Cirulnick ed è prodotta dalla casa di produzione israeliana Masha Productions per l'emittente statunitense AXN.

## Trama
La serie racconta la storia dell'agente dell'FBI Emily Byrne, che scompare senza lasciare traccia mentre dà la caccia a uno dei serial killer più famosi di Boston, e viene dichiarata morta presunta. Sei anni dopo, si trova in una baita nei boschi, a malapena viva e senza alcun ricordo degli anni in cui è scomparsa. Ritornata a casa scopre che suo marito, Nick, si è risposato e suo figlio è stato cresciuto dalla nuova moglie di lui, e presto sarà implicata in una nuova serie di omicidi. Viene accusata del recente omicidio del suo presunto rapitore e fugge per non essere arrestata dandosi alla latitanza e alla ricerca del vero colpevole.

## Episodi
| Stagione         | Episodi | Prima TV originale | Pubblicazione Italia |
| ---------------- | ------- | ------------------ | -------------------- |
| Prima stagione   | 10      | 2017               | 2018                 |
| Seconda stagione | 10      | 2019               | 2019                 |
| Terza stagione   | 10      | 2020               | 2020                 |

## Personaggi e interpreti
- Agente speciale Emily Byrne (stagione 1-3), interpretata da Stana Katic, doppiata da Francesca Fiorentini.
Ex agente dell'FBI scomparsa mentre era a caccia di uno dei serial killer più famosi di Boston ed era presumibilmente morta, ma ritorna sei anni dopo senza alcun ricordo del suo rapimento. Mentre lotta per ricostruire la sua vita e svelare il mistero della sua scomparsa, diventa la prima sospettata di una serie di scioccanti nuovi omicidi, e diventa una fuggitiva.[6]
- Agente speciale Nick Durand (stagione 1-3), interpretato da Patrick Heusinger, doppiato da Vittorio Guerrieri.
Marito di Emily e agente dell'FBI che soffre per il senso di colpa per aver smesso di cercare Emily. Cerca di bilanciare la sua vita con il ritorno di Emily ed il riemergere dei sentimenti per lei e con il nuovo matrimonio con Alice. Dopo che Emily inizia la fuga, si scontra sull'identificazione di un possibile traditore nel loro dipartimento nel tentativo di dimostrare l'innocenza di Emily.
- Alice Durand (stagioni 1-2), interpretata da Cara Theobold, doppiata da Emanuela Damasio.
La nuova moglie di Nick e la matrigna di Flynn. Alice cerca di rimanere disponibile e gentile, ma il suo comportamento nei confronti di Emily diventa sempre più duro nel caos scatenato dal suo ritorno, credendo che lei sia un pericolo per Flynn e di star perdendo l'affetto di Nick.
- Jack Byrne (stagione 1-3), interpretato da Neil Jackson, doppiato da Gabriele Sabatini.
Fratello maggiore di Emily e venditore di attrezzature mediche, ex chirurgo che ha perso la licenza medica ed il lavoro a causa del forte consumo di alcol dovuto alla scomparsa di Emily.
- Tommy Gibbs (stagioni 1-2), interpretato da Angel Bonanni, doppiato da Edoardo Stoppacciaro.
- Conrad Harlow (stagione 1), interpretato da Richard Brake.
- Warren Byrne (stagioni 1-3), interpretato da Paul Freeman.
- Dr.Lu-Fang Shen (stagioni 1-2), interpretato da Kok-Hwa Lie.
- Dr. Daniel Vega (stagione 1), interpretato da Bruno Bichir.
- Adam Radford (stagione 1), interpretato da Ralph Ineson.
- Flynn Durand (stagioni 1-3), interpretato da Patrick McAuley.
- Agent Crown (stagioni 1-3), interpretato da Christopher Colquhoun.
- Cal Isaac (stagioni 2-3), interpretato da Matthew Le Nevez.
- Dr. Oduwale (stagione 2), interpretato da Hugh Quarshie.
- Rex Wolfe (stagione 2), interpretato da Andrew Brooke.
- Tyler Brandon Mills (stagione 2), interpretato da Joshua James.
- Julianne Gunnarsen (stagioni 2-3), interpretata da Natasha Little.
- Colin Dawkins (stagione 3), interpretato da Geof Bell
- Kai (stagione 3), interpretata da Kaja Chan
- Elliot (stagione 3), interpretato da Oisin Stack

## Distribuzione
Il primo episodio è stato presentato in anteprima mondiale al 57º Festival della televisione di Monte Carlo. Online il primo trailer della serie è stato pubblicato il 27 luglio 2017. La prima stagione è stata trasmessa dal 25 settembre 2017 in vari paesi, sui canali AXN del gruppo Sony Pictures Television Networks. In Canada è andata in onda sul canale Showcase. In Italia la prima stagione è stata distribuita da Prime Video il 2 febbraio 2018, mentre in chiaro è stata trasmessa su Rai 4 dal 28 aprile 2019. Il 19 giugno 2018 la serie è stata rinnovata per una seconda stagione. La seconda stagione, composta da 10 episodi, viene poi trasmessa, inizialmente in Spagna e Portogallo, a partire dal 26 marzo 2019, mentre viene interamente pubblicata su Prime Video il 14 giugno 2019, in chiaro è stata trasmessa su Rai4 dal 18 giugno 2020. A poche settimane dalla pubblicazione della seconda serie, il 3 luglio 2019 Stana Katic pubblica sul suo profilo Twitter una foto per annunciare l'esistenza e i lavori in corso della terza stagione, che sarà pubblicata su Prime Video dal 17 luglio 2020.
Le date di uscita internazionali sono state:
- 25 settembre 2017 in Romania, Spagna e Portogallo su AXN
- 26 settembre 2017 in Polonia e Ungheria su AXN
- 27 settembre 2017 in Bulgaria su AXN
- 2 ottobre 2017 in Russia su Sony Sci-Fi
- 11 ottobre 2017 in Repubblica Ceca, Slovacchia e Paesi Balcani su AXN
- 27 ottobre 2017 in Francia su SFR Play VOD
- 3 novembre 2017 in America Latina e Brasile su Crackle
- 5 dicembre 2017 in Danimarca, Svezia e Norvegia su Viaplay
- 21 gennaio 2018 in Canada su Showcase
- 2 febbraio 2018 in Australia, Austria, Corea del Sud, Germania, India, Israele, Italia, Paesi Bassi, Regno Unito, Singapore, Stati Uniti, Turchia su Prime Video